# 女性激素
女性荷爾蒙，又稱女性激素，包括數種在女性身上比較多的荷爾蒙。某些女性荷爾蒙在男性身上也有，不過比較少。卵巢分泌兩大類女性荷爾蒙：雌激素（英語：estrogen，又稱動情素）和孕激素（progestagen）。其中雌激素之中最重要的是雌二醇（estradiol）；助孕素之中最重要的是黃體素（progesterone，又稱助孕酮）。女性荷爾蒙名字是女性加hormone的音譯名字荷爾蒙得來，直譯名字雌激素。

## 雌激素
雌激素最重要的是雌二醇。主要由卵巢分泌。懷孕時，胎盤也可大量分泌。雌激素促進女性第一第二性徵的發育成熟。

## 助孕素
目前最重要的助孕素是黃體素。未懷孕的女性，其黃體素只在每次月經週期的後半段才由黃體大量分泌。主要促進子宮內膜的分泌變化，為受精卵著床準備。

## 月經週期
在月經週期之中，雌激素與黃體素，和腦下垂體分泌的濾泡刺激素（FSH）、黃體刺激素（LH）之間有迴饋作用，並且形成週期。